# Антонець Володимир Михайлович
Володи́мир Миха́йлович Антоне́ць (7 березня 1945 — 19 листопада 2020) — український військовик, генерал-полковник авіації, заступник Міністра України з питань надзвичайних ситуацій. Почесний громадянин міста Вінниці.

## Біографія

Могила Володимира Антонця, Байкове кладовище

Народився 7 березня 1945 року в с. Писаренки (Решетилівський район) Решетилівського району Полтавської області.
Освіта вища, Академія Генерального штабу Збройних сил у 1991 році, академія Військово-повітряних сил у 1975 році. Спеціальність — командна, кваліфікація — оперативно-стратегічна. Військову академію Генерального штабу ЗС СРСР у 1991 році.
З 1967 проходив службу на посадах льотчика, старшого льотчика, командира авіаційної ланки, командира ескадрильї — заступника командира, командира винищувального авіаційного полку, заступника командира винищувальної авіаційної дивізії, командира винищувальної авіаційні дивізії, з жовтня 1988 р. заступника командувача Повітряної армії з бойової підготовки, першого заступника командувача Повітряної армії. З грудня 1991 р. — командувач 14-ї Повітряної армії Прикарпатського військового округу.
З січня 1993 по червень 1994 року — командувач Військово-Повітряними Силами України (об'єднаними). З червня 1994 по червень 1996 року — командувач Військово-Повітряними Силами України. З червня 1996 р. по травень 1999 р. — заступник Міністра оборони України — командувач Військово-Повітряними Силами України. Генерал-полковник з 1996 року. 
У грудні 1999 р. звільнений з лав Збройних Сил України. З 2000 року працював у громадських організаціях.
З листопада 2005 року Перший заступник Міністра України з питань надзвичайних ситуацій та у справах захисту населення від наслідків Чорнобильської катастрофи. Призначений Указом Президента України від 11 листопада 2005 року № 1569/2005.
Нагороджений орденами «За службу в Збройних Силах» III і II ступенів та 10 медалями.
Помер у 75-річному віці 19 листопада 2020 року. Похований на Байковому кладовищі (ділянка № 33, 50°25′2.61″ пн. ш. 30°30′8.77″ сх. д. / 50.4173917° пн. ш. 30.5024361° сх. д.).